# Кекри
Кекри (хинди केकड़ी) — город и муниципалитет в округе Аджмер в Индийском штате Раджастхан.

## Демография
По переписи, в Кекри проживает 34 129 чел. Мужчины составляют 52 % населения, женщины — 48 %. Средняя грамотность 63 %, выше чем по стране 59,5 %: мужчины на 74 %, и женщины на 51 %. В Кекри 15 % населения не достигли 6 лет.